# SHOO POWER CAMP
SHOO POWER CAMP（シューパーキャンプ）は、FM OSAKAで放送されていたお悩み相談番組。

## 概要
2006年10月放送開始。開始前月まで金曜25:00-29:00に放送していたPOWER NUTSが終了し、SHOO POWER REQUEST（金曜16:00-19:00、当初は17:00-19:00→16:00-19:30→17:00-20:55）とともにスタートした。諸事情により2011年6月に突然終了した。
幅広い年代のリスナーからの様々な相談をFM OSAKAの留守番電話・FAX・ホームページで随時募集し、番組のオープニングトークとおすすめ曲を1曲紹介したあと、番組終了まで、それらの相談にのり続ける。（相談と相談の合間や4時台の冒頭に曲がかかることが多いが、全体的にかかる曲は少なめであり、最大でも4〜5曲ぐらいである。）
山本シュウがリスナーから送られてきた文面を読みあげ、コメントする形がほとんどであるが、深刻なお悩みについては直接リスナーに電話をつないで、相談にのることがある（相談の文面に電話相談を希望する旨と電話番号を忘れずに書けば、応募できる。）ほか、生放送で放送されていた時は番組をリアルタイムで聞いている他のリスナーからのレスポンスを募ることもあった。

### オフィシャルコミュニティ
Yahoo!days内にオフィシャルコミュニティがあり、番組の放送時間に関わらず、誰でもコミュニティに参加できる。日記やスレッドを立ち上げることで、悩み事や考えていることを、他のリスナーと相談・議論しあうことができる。
山本シュウは、コミュニティの運営について「リスナーが自主的に運営していった方が、リスナーが自分を頼らず、自立していくことになるから望ましい。」と番組内で発言しており、コミュニティのメンバーには登録しているが、日記の更新やスレッドの書き込みは、ほとんど行っていない。

### 番組グッズ
お悩みを放送で紹介したリスナーにのみ、SMILEを意味する黄色いシューパーサークルをプレゼントしている。
番組開始当初から2008年の夏頃までは、SMILEを意味する黄色のほかに、4色のシューパーサークルが存在したが、現在は、SMILEを意味する黄色に一本化された。

## 放送時間
- 2006年10月-2010年3月

金曜日 27:00-29:00（生放送）
- 2010年4月-2011年6月

日曜日 26:30-29:00（録音）
レギュラー放送は日曜日深夜だが、金曜日20時以降（SHOO POWER REQUEST終了後）に収録が行われる。
日曜深夜は、機材点検に充てられることがある。その週の放送は、平日の夜に振り替え放送される（たいていは放送時間が短縮される）。

## DJ
- 山本シュウ